# Le Neuf
Télé-Liban Le Neuf, également surnommée Canal 9 ou Le Neuf, est une chaîne de télévision généraliste publique libanaise, la première chaîne francophone au Liban.

## Histoire de la chaîne
Au début des années 1950, des hommes d’affaires libanais eurent l'idée de créer une chaîne de télévision qui se concrétisa par la création de la Compagnie Libanaise de Télévision en 1957. 
La chaîne commença ses émissions le 28 mai 1959 sur deux canaux de la bande VHF : le canal 7 diffusait des programmes en arabe et le canal 9 en français en collaboration avec la société ORTF en France.
Après la fusion, en 1977, des deux groupes C.L.T et Télé-Orient en raison du déficit publicitaire qui entraîne le manque de capital insuffisant pour nourrir ces deux sociétés, deux chaînes sont créées : Télé-Liban (canal 7), chaîne arabophone et Télé-Liban Le Neuf (canal 9), chaîne francophone.
Le 1er mars 2001, ce "canal 9" francophone de la télévision étatique libanaise a suspendu ses émissions pour des raisons financières, en même temps que la chaîne arabophone Télé-Liban qui a repris ses programmes politiques le 24 mai 2001. Télé-Liban Le Neuf a également repris ses émissions.

## Organisation

### Dirigeants
Présidents Directeurs Généraux
- Charles Rizk
- Général Moussa Kanaan
- Michel Samaha
- Raymond Gébara (interim)
- Georges Skaff
- Fouad Naim : 1993 - septembre 1996
- Jean-Claude Boulos : septembre 1996 - avril 1999
- Ibrahim El Khoury : depuis avril 1999

Directeur des Programmes
- Jean-Claude Boulos : 1959-1970

### Capital
Depuis 1996, Télé-Liban Le Neuf appartient à 100 % à la compagnie Télé-Liban, société publique de télévision de l'État libanais.

## Programmes
En 1977, Télé-Liban Le Neuf diffusait à peu près cinq heures par jour entre 18h00 et 23h30. Elle diffusait en moyenne par semaine un film américain ou autre sous-titré en français. Quotidiennement la chaîne, dès l'ouverture de l'antenne à 18h, diffusait une variété de chansons, puis des séries pour la jeunesse : Cartoons, un feuilleton français dont le feuilleton Belle et Sébastien qui était diffusé en 1965 sur la première chaîne de l'ORTF, et un journal national en français.
De nombreuses émissions ont marqué l'histoire de la chaîne comme “Let’s have a party”, “Quel est mon jeu ?”, “Pêle-mêle”, “Ailat75”, “Le grand jeu”, “Visez juste”, “Le vrai diverstissement”… et beaucoup d'autres.
L'état chaotique de l'audience de la chaîne et du faible marché de la publicité l'a obligé à suspendre définitivement la production des programmes. En 2001, les programmes étaient fournis par France Télévisions et dans une moindre mesure par ARTE, TF1 et M6. La chaîne relayait également le signal de TV5 Orient dont elle retransmet le dernier journal à 23h. Elle avait accès également à la banque de programmes CFI.
Les crises financières ne cessaient de s'accroître, ce qui empêchait même de fournir des programmes de la société France Télévision et ce qui allait aboutir à la fermeture de la chaîne. Afin de ne pas cesser le chemin de la francophonie au Liban, puisqu'il n'existait à cette époque qu'une seule chaîne francophone, l'État libanais, propriétaire de la chaîne, a signé un accord avec TV5 en 2004 pour relayer le signal de TV5 Orient à celui de Le Neuf. Et depuis la même année la chaîne relaye 24 h sur 24 le signal de TV5 Orient, avec le logo Télé Liban Le Neuf, en abandonnant la rédaction des journaux télévisés et la direction des programmes pour consacrer son antenne pour la chaîne TV5 Orient. Elle est réservée uniquement pour le Grand Beyrouth, mais ni sur le satellite, ni sur le web, seulement sur les ondes hertziennes.